# Wolfgang Helck
Hans Wolfgang Helck (* 16. September 1914 in Dresden; † 27. August 1993 in Hamburg) war ein deutscher Ägyptologe.

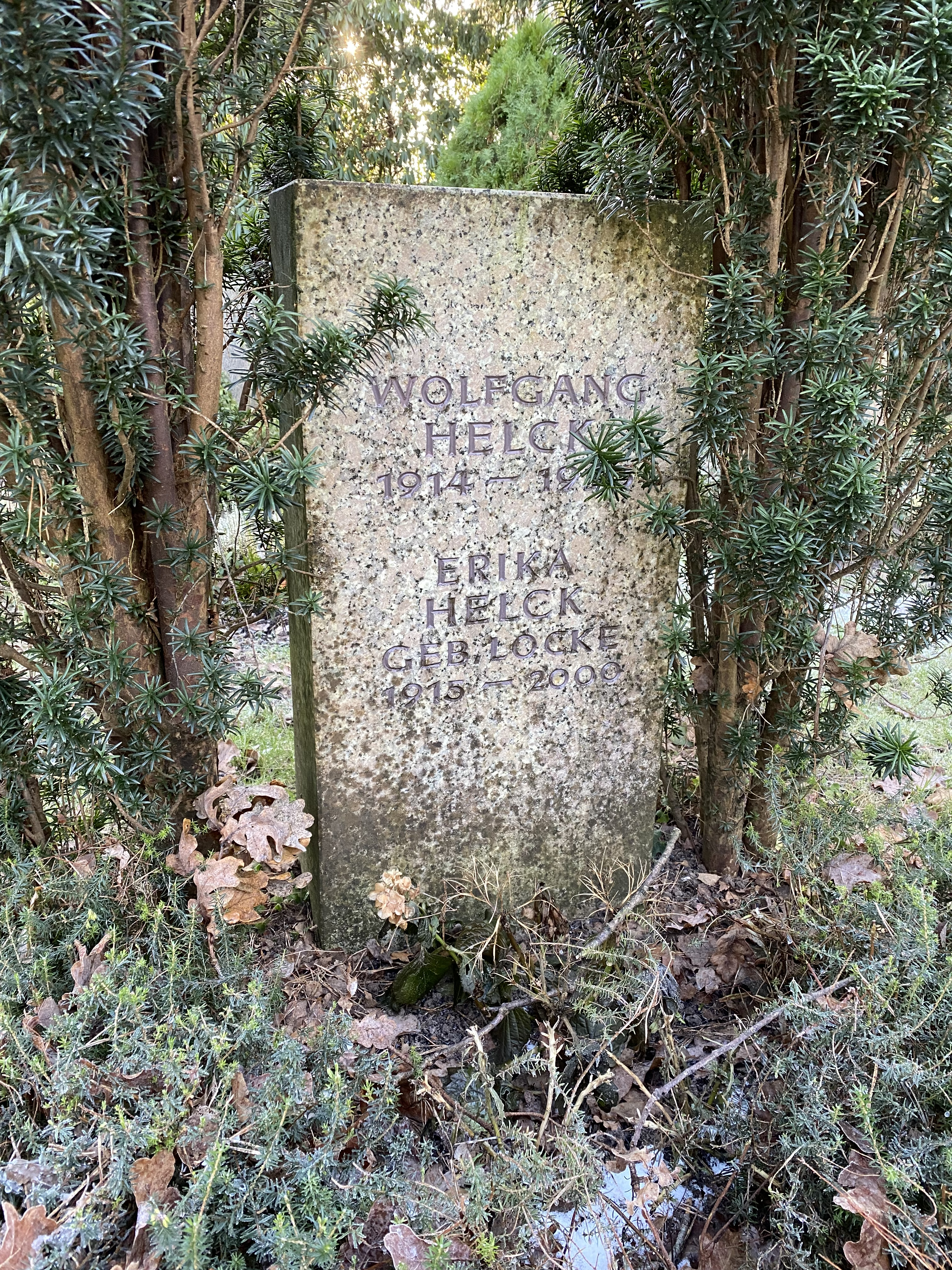
Grabstätte auf dem Friedhof Ohlsdorf

## Leben
Wolfgang Helck war ein Sohn des Gymnasiallehrers Hans Helck und seiner Frau Gertrud. Er studierte in Leipzig bei Georg Steindorff und in Göttingen bei Hermann Kees und schloss sein Studium im Jahre 1938 mit seiner Promotion ab. Als Soldat im Zweiten Weltkrieg geriet er 1943 in Gefangenschaft. Im Jahre 1947 kehrte er nach Göttingen zurück und habilitierte sich dort im Jahre 1951. Zunächst war Helck Privatdozent in Göttingen, bevor er 1956 außerplanmäßiger Professor für Ägyptologie an der Universität Hamburg wurde. Von 1963 bis zu seiner Emeritierung 1979 wirkte er dort als Ordinarius.
Helck gehörte dem Deutschen Archäologischen Institut an und war ab 1981 korrespondierendes Mitglied der Akademie der Wissenschaften zu Göttingen.
Er blieb auch nach seiner Emeritierung aktiv und war zusammen mit Eberhard Otto (Band I) und nach dessen Tod mit Wolfhart Westendorf (Bände II–VII) Herausgeber des Lexikons der Ägyptologie, das im Jahre 1992 abgeschlossen wurde. Helck gilt als einer der bedeutendsten Ägyptologen des 20. Jahrhunderts. Er veröffentlichte eine Vielzahl von Büchern und Artikeln zur Geschichte der ägyptischen und vorderasiatischen Kultur.
Wolfgang Helck wurde auf dem Friedhof Ohlsdorf beigesetzt. Die Grabstätte liegt im Planquadrat Bn 53 südwestlich von Kapelle 9.

## Publikationen (Auswahl)
- Der Einfluss der Militärführer in der 18. ägyptischen Dynastie (= Untersuchungen zur Geschichte und Altertumskunde Ägyptens. Band XIV). Hinrichs, Leipzig 1939 (Online-Abruf über das Internet Archive).
- Untersuchungen zu den Beamtentiteln des ägyptischen Alten Reiches (= Ägyptologische Forschungen. Nr. 18). Augustin, Glückstadt/ Hamburg/ New York 1954.
- Urkunden der 18. Dynastie. Heft 17–22, Akademie Verlag, Berlin 1955–1958.
- mit Eberhard Otto: Kleines Wörterbuch der Ägyptologie. Harrassowitz, Wiesbaden 1956; 3. Auflage 1987.
- Untersuchungen zu Manetho und den ägyptischen Königslisten (= Untersuchungen zur Geschichte und Altertumskunde Ägyptens. Band 18). Berlin 1956.
- Zur Verwaltung des Mittleren und Neuen Reichs (= Probleme der Ägyptologie. Band 3). Brill, Leiden 1958.
- Materialien zur Wirtschaftsgeschichte des Neuen Reiches (= Abhandlungen der geistes- und sozialwissenschaftlichen Klasse der Akademie der Wissenschaften und der Literatur in Mainz. Jahrgang 1960, Nr. 10–11, Jahrgang 1963, Nr. 2–3, Jahrgang 1964, Nr. 4, […]). Harrassowitz, Wiesbaden 1960–1969.
- Urkunden der 18. Dynastie. Übersetzung zu den Heften 17–22, Berlin 1961.
- Die Beziehungen Ägyptens zu Vorderasien im 3. und 2. Jahrtausend v. Chr. In: Ägyptologische Abhandlungen (ÄA). Band 5, Harrassowitz, Wiesbaden 1962.
  - 2., verbesserte Auflage. Harrassowitz, Wiesbaden 1971.
- Geschichte des Alten Ägypten. In: Handbuch der Orientalistik. Erste Abteilung, Erster Band, Dritter Abschnitt, Brill, Leiden/ Köln 1968.
  - 2. Auflage. Brill, Leiden/Köln 1981, ISBN 90-04-06497-4.
- Jagd und Wild im alten Vorderasien. Die Jagd in der Kunst, Hamburg/ Berlin 1968.
- Die Ritualszenen auf der Umfassungsmauer Ramses’ II. in Karnak. In: Ägyptologische Abhandlungen. Band 18, Harrassowitz, Wiesbaden 1968.
- Der Text der „Lehre Amenemhets  I. für seinen Sohn“. In: Kleine ägyptische Texte (KÄT). Harrassowitz, Wiesbaden 1969.
- Die Lehre des Dw3-Htjj. Teil 1 und 2. In: KÄT. Harrassowitz, Wiesbaden 1970.
- Die Prophezeiung des Nfr.tj (=Nefeferti). In: KÄT. Harrassowitz, Wiesbaden 1970.
- Betrachtungen zur Großen Göttin und den ihr verbundenen Gottheiten (= Religion und Kultur der alten Mittelmeerwelt in Parallelforschungen. Band 2). München/Wien 1971.
- Das Bier im Alten Ägypten. Berlin 1971.
- Die Ritualdarstellungen des Ramesseums. Teil I (= Ägyptologische Abhandlungen (ÄA). Band 25). Harrassowitz, Wiesbaden 1972.
- Der Text des Nilhymnus. In: KÄT. Harrassowitz, Wiesbaden 1972.
- Altägyptische Aktenkunde des 3. und 2. Jahrtausends v. Chr. (= Münchener Ägyptologische Studien. Band 31). München/Berlin 1974.
- Die Altägyptischen Gaue. (= Beihefte Tübinger Atlas des Vorderen Orients.  Reihe B (Geisteswissenschaften), Nr. 5), Wiesbaden 1974.
- Historisch-biographische Texte der 2. Zwischenzeit und neue Texte der 18. Dynastie. In: KÄT. Harrassowitz, Wiesbaden 1975.
- Wirtschaftsgeschichte des Alten Ägypten im 3. und 2. Jahrtausend v. Chr. (= HDO. 1. Abteilung, 1. Band, 5. Abschnitt). Leiden/ Köln 1975.
- Die Lehre für König Merikare. In: KÄT. Harrassowitz, Wiesbaden 1977.
- Die Beziehungen Ägyptens und Vorderasiens zur Ägäis bis ins 7. Jahrhundert v. Chr. (= Erträge der Forschung. Band 120). Wissenschaftliche Buchgesellschaft, Darmstadt 1979.
- Lehre des Hordjedef und Lehre eines Vaters an seinen Sohn. In: KÄT. Harrassowitz, Wiesbaden 1984.
- Gedanken zum Ursprung der ägyptischen Schrift. In: Mélanges Gamal Eddin Mokhtar: Bulletin de l’Institut Français d’Archéologie. Kairo 1985.
- Politische Gegensätze im alten Ägypten (= Hildesheimer ägyptologische Beiträge. Band 23). Gerstenberg, Hildesheim, 1986.
- Untersuchungen zur Thinitenzeit (= Ägyptologische Abhandlungen. Band 45). Harrassowitz, Wiesbaden 1987, ISBN 3-447-02677-4 (Google Books)
- Tempel und Kult. Harrassowitz, Wiesbaden 1987, ISBN 3-447-02693-6.
- Thinitische Topfmarken. Harrassowitz, Wiesbaden 1990, ISBN 3-447-02982-X.
- Das Grab Nr. 55 im Königsgräbertal, Sein Inhalt und seine historische Bedeutung (= Sonderschrift des Deutschen Archäologischen Instituts. Band 29). von Zabern, Mainz 2001.
- Die datierten und datierbaren Ostraka, Papyri und Graffiti von Deir el Medineh. Harrassowitz, Wiesbaden 2002.

Herausgeber und Mitautor
- Probleme der Ägyptologie. Brill, Leiden 1953 ff.
- Ägyptologische Abhandlungen (ÄA). Harrassowitz, Wiesbaden 1960 ff.
- Kleine ägyptische Texte (KÄT). Harrassowitz, Wiesbaden 1969 ff.
- Lexikon der Ägyptologie. Band I–VII, Harrassowitz, Wiesbaden 1975–1992 (zusammen mit Wolfhart Westendorf, in der Vorbereitungsphase auch Eberhard Otto).